# كاسبار واينبرغر
كاسبار ويلارد «كاب» واينبرغر (بالإنجليزية: Caspar Weinberger)‏ (18 أغسطس 1917 - 28 مارس 2006) هو سياسي ورجل أعمال أمريكي. وكان جمهوريا بارزا وعمل في العديد من المناصب الحكومية والفدرالية لثلاثة عقود، بما في ذلك رئيس الحزب الجمهوري في كاليفورنيا، 1962-68. وأبرزها كان وزير الدفاع في عهد الرئيس رونالد ريغان من 1981 إلى 1987. 
ولد واينبرغر في سان فرانسيسكو. وخدم في فرقة المشاة الحادية والأربعين في جبهة المحيط الهادئ زمن الحرب العالمية الثانية. ودخل السياسة كعضو في مجلس ولاية كاليفورنيا في الفترة من 1953 إلى 1959، وتولى منصب رئيس لجنة التجارة الاتحادية ومدير مكتب الإدارة والميزانية تحت رئاسة ريتشارد نيكسون وجيرالد فورد. وهو رجل أعمال بارز من القطاع الخاص، أصبح فيما بعد نائب الرئيس والمستشار العام لشركة بكتل، ثم أصبح رئيس مجلة فوربس.
وتعتبر ولايته كوزير للدفاع ثالث أطول فترة في تاريخ الولايات المتحدة، وامتدت في السنوات الأخيرة من الحرب الباردة. وهو معروف أيضا بدوره الرئيسي في مبادرة الدفاع الإستراتيجي للإدارة ولأنه اتهم في قضية إيران - كونترا. حصل على وسام الحرية الرئاسي في عام 1987 ولقب الفروسية الفخري البريطاني من الملكة اليزابيث الثانية.

## المهنة

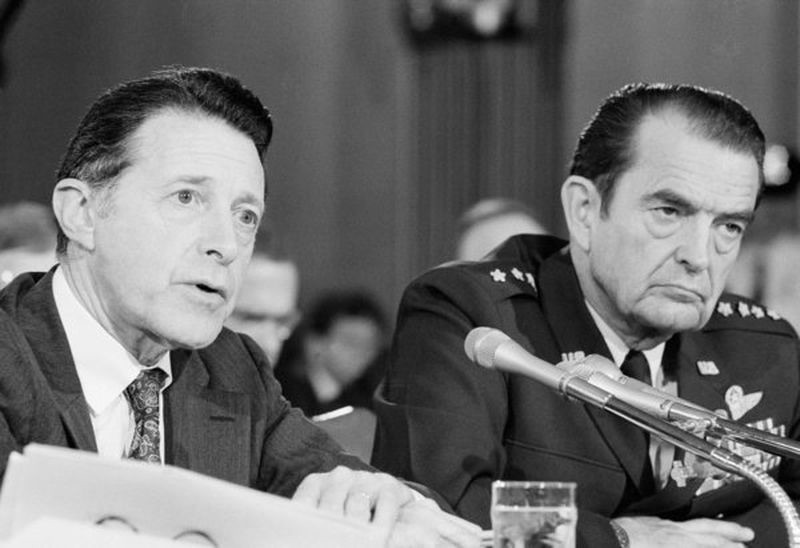
وزير الدفاع الأمريكي كاسبر واينبرغر مع رئيس هيئة الأركان المشتركة الجنرال ديفيد سي. جونز خلال جلسات استماع لجنة القوات المسلحة بمجلس الشيوخ في الكابيتول هيل، 15 يناير 1982.

### الخدمة العسكرية
دخل واينبرغر جيش القوات البرية للولايات المتحدة كجندي من الدرجة الثانية عام 1941، ثم كُلِّف كملازم ثان في مدرسة مرشحي ضباط جيش الولايات المتحدة في فورت بينينغ، جورجيا، وخَدم مع فرقة المشاة 41 في المحيط الهادئ. في نهاية الحرب، تقلّد منصب القائد على موظفي المخابرات التابعين للفريق الأول دوغلاس ماكارثر. في وقت مبكر من حياته، طوّر اهتمامه في السياسة والتاريخ، وخلال سنوات الحرب، كان من أشد معجبي ونستون تشرشل، الذي أشار له في وقت لاحق باعتبار أنه كان له تأثيرًا هامًا في حياته. من 1945-1947، عَمِل واينبرغر ككاتب قانوني لقاضي فيدرالي قبل أن ينضم إلى شركة محاماة سان فرانسيسكو.

### سياسات كاليفورنيا
في عام 1952، دخل واينبرغر السباق على مقاطعة جمعية ولاية كاليفورنيا الحادية والعشرين في منطقة خليج سان فرانسيسكو كجمهوري بعد إقناع من زوجته جين واينبرغر التي شغلت أيضًا منصب مدير حملته الانتخابية. كان واينبرغر، بصفته رئيس لجنة تنظيم الحكومة التابعة للجمعية، مسؤولًا عن إنشاء وزارة الموارد المائية في كاليفورنيا وكان له دور أساسي في إنشاء مشروع المياه في ولاية كاليفورنيا. عارض واينبرغر أيضًا، لكن من دون جدوى، بناء الطريق السريع لإمباركاديرو قائلًا إنه من شأنه أن يفسد وجهة نظر الخليج ويضرّ بقيم الممتلكات. شَعَرَ واينبرغر بأن ذلك قد بُرّر بعد أن تهدّم الطريق السريع جراء الزلزال الذي ضرب المدينة عام 1989.على الرغم من فشل واينبرغر في حملته الانتخابية لعام 1958 لمنصب المدعي العام في كاليفورنيا، إلا أنه استمر في النشاط السياسي واختاره نيكسون في عام 1962 ليصبح رئيسًا للحزب الجمهوري في كاليفورنيا.
عينَه الحاكم رونالد ريغان رئيسًا للجنة تنظيم واقتصاد حكومة ولاية كاليفورنيا في عام 1967 وقلّده منصب المدير المالي الحكومي في أوائل عام 1968. انتقل واينبرغر إلى واشنطن في يناير عام 1970 ليصبح رئيس لجنة التجارة الاتحادية. ينسب إليه الفضل في إعادة تنشيط لجنة التجارة الفيدرالية عن طريق إنفاذ حماية المستهلك.

### مجلس وزراء نيكسون
شغل بعد ذلك في عهد الرئيس ريتشارد نيكسون منصب نائب المدير (1970-1972) والمدير (1972-1973) لمكتب الإدارة والميزانية ووزير الصحة والتعليم والرعاية الاجتماعية (1973-1975). أثناء عمله في مكتب الإدارة والميزانية، حصل واينبرغر على لقب «كاب ذا نايف» لقدرته على خفض التكاليف. خلال السنوات الخمس التالية، اشغل واينبرغر كنائب الرئيس والمستشار العام لشركة بكتل في كاليفورنيا.

### ريلف ضد واينبرغر
في عام 1973، أطلق مركز قانون الحاجة الجنوبي اسم واينبرغر على المدعى عليه في قضية سعت للتعويض عن التعقيم القسري غير التراضي والتجارب الطبية على ثلاث فتيات من السود الأمريكيين، ميني لي وماري أليس وكاتي ريف في مونتغومري، ألاباما. قام أحد موظفي منظمة العمل المجتمعي الممولة اتحاديًا في مونتغومري بنقل الأخوات ريلف إلى عيادة لتنظيم الأسرة بحجة الحاجة إلى «محاولات للتجربة». أعطى الموظفون لكاتي ريف فرصة تجريبية لتحديد النسل وأدخلوا جهاز منع الحمل بدون علم الوالدين أو موافقتهما. في مناسبة منفصلة، قام الأطباء بتعقيم ميني لي وماري أليس جراحيًا وهما في الثانية عشرة والرابعة عشر من العمر على التوالي. عند رفع الدعوى، كان مكتب الفرص الاقتصادية يستعد لتسليم التمويل والسيطرة على عيادات تنظيم الأسرة المرتبطة به إلى وزارة الصحة والتعليم والرعاية الاجتماعية التابعة لشركة واينبرغر.
تبين شكوى المجلس على مكتب الفرص الاقتصادية أنه قد شرع مؤخرًا في توفير التمويل لإجراءات التعقيم هذه، في حين أن كبار موظفي المكتب لم يقوموا عمدًا بتوزيع مذكرة طبية تتضمن مبادئ توجيهية بشأن الحصول على موافقة المرضى على هذه العمليات. كتب الدكتور وارن إم. هيرن المذكرة ثم استقال في نهاية المطاف بعد شعوره بالغضب من عدم توزيع المبادئ التوجيهية. بقيت نسخ من المذكرة، التي تضمنت قوانين قانون سنّ الموافقة التي لم تستوف معاييرها فتيات ريلف، غير موزعة في مستودع للعاصمة. في وقت رفع الدعوى، كانت آخر ميزانية وافق عليها واينبرغر هي ميزانية الصحة والتعليم والرعاية الاجتماعية التي تضمنت مخصصات تمويل محددة لإجراءات التعقيم، ومن ثم تم تسميته مدعى عليه في القضية. وجدت محكمة محلية شاركت في جلسات استماع قضية ريلف ضد واينبرغر أنه تم تعقيم من 100،000 إلى 150،000 من الفقراء سنويًا باستخدام الدولارات الاتحادية، ذلك أن بعض الذين تم تعقيمهم تم إجبارهم على الإجراءات من قِبَل الأطباء الذين هددوا بقطع استحقاقات الرعاية الاجتماعية. وقد ألقت هذه القضية الضوء من جديد على العديد من برامج التعقيم والتسوية الوراثية التي تنفذها الدولة في جميع أنحاء البلد وأدت إلى توفير أموال تعويضية وتسويات لبعض الضحايا.

## حياته الشخصية
في عام 1942، تزوج واينبرغر من ريبيكا جين دالتون، التي ولدت في 29 مارس من عام 1918 في ميلفورد، مين. باعتبارها ممرضة في جيش الحرب العالمية الثانية، ثم في وقت لاحق مؤلفة وناشرة، قالت جين أنها «أقنعت زوجها... بدخول المجال السياسي وبأنها كانت زوجة وفية له خلال جمهورياته الثلاث قبل أن تبدأ بكتابة قصص الأطفال». توفيت جين واينبرغر، الناجية من سرطان الرحم، في 12 يوليو من عام 2009، عن عمر يناهز 91 عامًا في بار هربور، مين، إثر سكتة دماغية. أنجب الزوجان ابنة تُدعى أرلين وابن يُدعى كاسبار ويلارد واينبرغر الابن.

## روابط خارجية
- كاسبار واينبرغر على موقع IMDb (الإنجليزية)
- كاسبار واينبرغر على موقع مونزينجر (الألمانية)
- كاسبار واينبرغر على موقع إن إن دي بي (الإنجليزية)
- كاسبار واينبرغر على موقع قاعدة بيانات الفيلم (الإنجليزية)